# ストライクザゴールド
ストライクザゴールド（Strike the Gold、1988年3月21日 - 2011年12月13日）は、アメリカ合衆国のサラブレッドの競走馬、種牡馬。1991年のケンタッキーダービーに優勝した。

## 経歴
- 特記がない限り、競走はすべてダートコース。

### 出自
ケンタッキー州のカルメットファームで生産されたサラブレッドの牡馬である。ストライクザゴールドは生まれたばかりの時、脳への酸素の供給がうまくいかない「ダミーフォール症候群」を引き起こしており、最初の3日間は酸素吸入で命を永らえた。母マジェスティックゴールドはポカホンタスステークス勝ち馬で、ストライクザゴールドはその4番目の仔であったが、出産から4か月後に疝痛のため死亡している。そのような事情にもかかわらず、1歳時のストライクザゴールドは牧場内で最も速い馬であったという。
ストライクザゴールドは2歳時の1990年、カルメットファームは深刻な財政危機に直面していた。そこでB・ジャイルズ・ブロフィを相手に、ストライクザゴールドを含む2歳馬8頭をまとめて購入する取引を持ち掛けた。この取引額は数百万ドルになるもので、ブロフィ単身では引き受けきれず、ウィリアム・J・コンドレンとジョセフ・M・コーンナチアの助力を得て成立にこぎつけた。3名は「BCCゴールドステーブル」を結成し、ストライクザゴールドはその勝負服のもと競走馬となり、ニック・ジトー調教師のもとに預けられた。

### 2歳-3歳前半（1990-1991年）
1990年にデビューしたストライクザゴールドは、10月11日の初出走で9着、のちの11月15日に行われた3戦目のアケダクト競馬場での未勝利戦で初勝利を挙げた。奇しくもこの日、カルメットファームの看板種牡馬で、ストライクザゴールドの父であるアリダーが不審な死を遂げている。
1991年、3歳シーズン初戦は1月26日のガルフストリームパーク競馬場での一般戦で3着、2月23日の一般戦では2着であった。3月16日のフロリダダービー（G1・ガルフストリームパーク・9ハロン）にも挑戦したが、2歳チャンピオンのフライソーフリーに1馬身差抜かれて敗れている。続く4月13日のブルーグラスステークス（G2・キーンランド・9ハロン）に向けて、ジトーはストライクザゴールドをまるでファーラップを鍛えるかの如く調教した。かくしてクリス・アントリー騎乗のもと出走したストライクザゴールドは、フライソーフリーに3馬身差をつけて重賞初勝利を挙げた。
5月4日に迎えたケンタッキーダービー（G1・チャーチルダウンズ・10ハロン）ではジムビームステークスとレキシントンステークスを連勝してきたハンセルが1番人気で、続いてフライソーフリーが2番人気であった。3番人気であったストライクザゴールドはスタートからバックストレッチまで中団10番手付近に位置し、コーナーから6頭分ほど大きく回って追い上げ、直線入り口で先頭に立つと、同じく中団から追い上げてきたベストパルを1馬身3/4差抑えて優勝した。勝ちタイムの2分03秒は、良馬場のタイムとしては史上3番目に遅いタイムであった。
続くプリークネスステークス（G1・ピムリコ・9.5ハロン）ではハンセルが優勝するなか6着、三冠最終戦のベルモントステークス（G1・ベルモントパーク・12ハロン）では再びハンセルを追い上げるも、アタマ差2着で勝利を逃した。

### 3歳後半-5歳（1991-1993年）

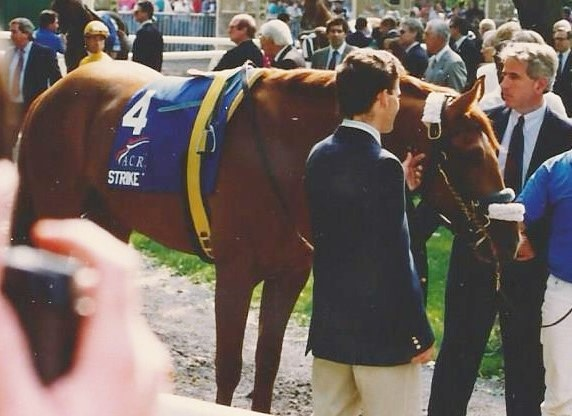
1992年当時のストライクザゴールド

3歳シーズン後半はジムダンディステークス（G2・サラトガ・9ハロン）で3着をはじめ、トラヴァーズステークス（G1・サラトガ・10ハロン）やブリーダーズカップ・クラシック（G1・チャーチルダウンズ・10ハロン）といった王道路線を歩むもいずれも善戦に留まり、4歳時の1992年4月4日のサーティーシックスレッドステークス（L・アケダクト・9.5ハロン）での2着でダービーでの勝利から12連敗という不名誉な記録を作ってしまった。このためかジトーの調教に馬主側から疑義を呈され、ストライクザゴールドは5月にファシグ・ティプトンのセリ市に上場された。このセリは当初の馬主3人のうちの2人、コンドレンとコーンナチアが290万ドルで落札し、結局ジトーは調教師を継続することが出来た。
セリ市から5日後の5月9日、ピムリコスペシャルハンデキャップ（G1・ピムリコ・9.5ハロン）でフライソーフリーを3/4馬身破って、ストライクザゴールドは久々の勝利を挙げた。その翌戦6月6日のナッソーカウンティハンデキャップ（G2・ベルモントパーク・9ハロン）ではプレザントタップをクビ差破って連勝を遂げた。しかしその後は再び善戦するに留まり、5歳時の4月21日の一般戦での勝利が最後の勝ち星となり、1993年6月5日のナッソーカウンティハンデキャップ3着を最後に引退した。

## 種牡馬入り後
引退後はケンタッキー州のヴァインリー牧場で種牡馬となったが、種牡馬成績は振るわず、1997年時点での種付け料は15000ドルであった。1998年にトルコジョッキークラブに売却され、カラジャベイペンションスタッドで繋養された。トルコでは短距離界で活躍したサブルル（Sabırlı）などを輩出し、2011・2012年のトルコリーディングを獲得している。
2009年3月にそれまでダービー馬としての最長生存記録を誇っていたアリシーバが死亡し、それから死ぬまでの間ストライクザゴールドが最長記録保持馬となった。2011年12月14日、ストライクザゴールドは左前肢の球節を骨折、そのため安楽死の処置がとられた。23歳であった。

## 血統表
| ストライクザゴールドの血統          | ストライクザゴールドの血統               | ストライクザゴールドの血統 | （血統表の出典）     | （血統表の出典） |
| 父系                                | レイズアネイティヴ系                     | レイズアネイティヴ系       | レイズアネイティヴ系 | [ § 2 ]          |
| 父 Alydar アメリカ 栗毛 1975        | 父の父Raise a Native アメリカ 栗毛 1961  | Native Dancer              | Polynesian           | Polynesian       |
| 父 Alydar アメリカ 栗毛 1975        | 父の父Raise a Native アメリカ 栗毛 1961  | Native Dancer              | Geisha               |                  |
| 父 Alydar アメリカ 栗毛 1975        | 父の父Raise a Native アメリカ 栗毛 1961  | Raise You                  | Case Ace             | Case Ace         |
| 父 Alydar アメリカ 栗毛 1975        | 父の父Raise a Native アメリカ 栗毛 1961  | Raise You                  | Lady Glory           |                  |
| 父 Alydar アメリカ 栗毛 1975        | 父の母Sweet Tooth アメリカ 鹿毛 1965     | On-and-On                  | Nasrullah            | Nasrullah        |
| 父 Alydar アメリカ 栗毛 1975        | 父の母Sweet Tooth アメリカ 鹿毛 1965     | On-and-On                  | Two Lea              |                  |
| 父 Alydar アメリカ 栗毛 1975        | 父の母Sweet Tooth アメリカ 鹿毛 1965     | Plum Cake                  | Ponder               | Ponder           |
| 父 Alydar アメリカ 栗毛 1975        | 父の母Sweet Tooth アメリカ 鹿毛 1965     | Plum Cake                  | Real Delight         |                  |
| 母 Majestic Gold アメリカ 芦毛 1979 | 母の父Hatchet Man アメリカ 芦毛 1971     | The Axe                    | Mahmoud              | Mahmoud          |
| 母 Majestic Gold アメリカ 芦毛 1979 | 母の父Hatchet Man アメリカ 芦毛 1971     | The Axe                    | Blackball            |                  |
| 母 Majestic Gold アメリカ 芦毛 1979 | 母の父Hatchet Man アメリカ 芦毛 1971     | Bebopper                   | Tom Fool             | Tom Fool         |
| 母 Majestic Gold アメリカ 芦毛 1979 | 母の父Hatchet Man アメリカ 芦毛 1971     | Bebopper                   | Bebop                |                  |
| 母 Majestic Gold アメリカ 芦毛 1979 | 母の母Majestic Secret アメリカ 鹿毛 1969 | Pappa Fourway              | Pappageno            | Pappageno        |
| 母 Majestic Gold アメリカ 芦毛 1979 | 母の母Majestic Secret アメリカ 鹿毛 1969 | Pappa Fourway              | Oola Hills           |                  |
| 母 Majestic Gold アメリカ 芦毛 1979 | 母の母Majestic Secret アメリカ 鹿毛 1969 | Secret Session             | Your Host            | Your Host        |
| 母 Majestic Gold アメリカ 芦毛 1979 | 母の母Majestic Secret アメリカ 鹿毛 1969 | Secret Session             | Bravely Go           |                  |
| 母系(F-No.)                         | (FN:16-c)                                | (FN:16-c)                  | (FN:16-c)            | [ § 3 ]          |
| 5代内の近親交配                     | Bull Lea 5x5                             | Bull Lea 5x5               | Bull Lea 5x5         | [ § 4 ]          |
| 出典                                | 1. 2. 3. 4.                              | 1. 2. 3. 4.                | 1. 2. 3. 4.          | 1. 2. 3. 4.      |